# Miroslav Horníček
Miroslav Horníček (ur. 10 listopada 1918 w Pilźnie, zm. 15 lutego 2003 w Libercu) – czeski aktor i pisarz.
Pierwotnie pracował jako urzędnik. W 1941 roku zaczął występować w Teatrze Miejskim w Pilźnie. Od 1945 roku grał na różnych scenach praskich (Větrník, Divadlo satiry, Národní divadlo, Divadlo ABC, Hudební divadlo v Karlíně, Semafor, Klicperovo divadlo itp.). Występował z Janem Werichem.